# ViaSat 2
O ViaSat 2 é um satélite de comunicação geoestacionário construído pela Boeing Satellite Systems que está localizado na posição orbital de 70 graus de longitude oeste e é operado pela ViaSat. O satélite foi baseado na plataforma BSS-702HP e sua expectativa de vida útil é de 15 anos.

## Características
O ViaSat 2 é bem mais poderoso do que o satélite ViaSat 1, que anteriormente bateu o recorde no Guinness como o satélite de comunicação com a maior capacidade do mundo, mas pode ter de entregar esse título a partir de 2017. Já que o ViaSat 2 dobrou a capacidade do seu antecessor, ao mesmo tempo, aumentou a cobertura a uma parcela maior da América do Norte, América Central e do Caribe, além de fazer cobertura para a aviação e rotas de transporte entre a costa leste dos Estados Unidos e a Europa. Uma vez em órbita, o ViaSat 2 da mesma forma irá servir aos clientes residenciais, as pessoas que viajam de avião e agências governamentais, com um enorme aumento da cobertura em sete vezes.

## Lançamento
O satélite foi lançado com sucesso ao espaço em 1 de junho de 2017, às 23:45 UTC, por meio de um veículo Ariane 5 ECA a partir do Centro Espacial de Kourou, na Guiana Francesa, juntamente com o satélite Eutelsat 172B. Ele tinha uma massa de lançamento de 6.418 kg.